# Rhachisphora queenslandica
Rhachisphora queenslandica là một loài côn trùng cánh nửa trong họ Aleyrodidae, phân họ Aleyrodinae.
Rhachisphora queenslandica được Martin miêu tả khoa học đầu tiên năm 1999.